# Tinodes antonioi
Tinodes antonioi är en nattsländeart som beskrevs av Lazar Botosaneanu och Taticchi-vigano 1974. Tinodes antonioi ingår i släktet Tinodes och familjen tunnelnattsländor. Inga underarter finns listade i Catalogue of Life.